# Pipe band
Una pipe band (o "pipes and drums") è una banda musicale costituita da Great Highlands Bagpipes (cornamuse scozzesi) e percussioni scozzesi, le quali comprendono tre tipi di tamburi: lo snare drum (l'equivalente del rullante); il tenor drum e il bass drum (l'equivalente della gran cassa ma di dimensioni leggermente maggiori).
Durante le marce le pipe band schierano le cornamuse nelle file anteriori e le percussioni in quelle posteriori, mentre quando suonano da ferme si dispongono solitamente in cerchio se si trovano all'esterno, o a semicerchio in ambienti chiusi.
Il maestro e il vice-maestro si chiamano rispettivamente pipe major e pipe sergeant, il leader della sezione percussioni è il leading drummer e il mazziere è detto drum major.
Le pipe band di tutto il mondo sono divise per livello musicale in 4 gradi (grade), che vanno dal grade 4 al grade 1.
A Glasgow si svolgono ogni anno dal 1930 i World Pipe Band Championships, ossia i campionati mondiali di pipe band.